# Frederick Ponsonby (10e comte de Bessborough)
Frederick Edward Neuflize « Eric » Ponsonby, 10e comte de Bessborough (29 mars 1913 - 5 décembre 1993) titré « vicomte Duncannon » (entre 1920 et 1956) est un homme politique, militaire, diplomate et pair anglo-irlandais.

## Biographie
Il est le fils de Vere Ponsonby et de Roberte Poupart de Neuflize.
Il est connu sous le nom de vicomte Duncannon de 1920 à 1956.

## Famille
En août 1948, son engagement à l'héritière américaine Mary Munn (1915–2013)est annoncé. Le couple s'est rencontré à Paris où Lord Bessborough, alors vicomte Duncannon, est attaché à l'ambassade britannique et sa future épouse travaille pour la Croix-Rouge. Mary est la fille de Charles A. Munn Jr. et de Mary Astor Paul (une petite-fille du banquier de Philadelphie Anthony Drexel). Ils se marient le 29 septembre 1948, et ont une fille:
- Lady Charlotte Mary Roberte Paul Ponsonby (né en 1949), propriétaire d'une galerie d'art qui épouse Yanni Petsopoulos en 1974, et le couple a un fils, Eric.

Lord Bessborough est décédé en décembre 1993, à l'âge de 80 ans, et le comté de Bessborough créé dans la pairie du Royaume-Uni pour son père en 1937 s'éteint. Il est remplacé dans le comté irlandais de Bessborough et les titres de famille restants par son cousin germain, Arthur Ponsonby.

## Sources
- (en) Cet article est partiellement ou en totalité issu de l’article de Wikipédia en anglais intitulé « Frederick Ponsonby, 10th Earl of Bessborough » (voir la liste des auteurs).